# Breda tristis
Breda tristis là một loài nhện trong họ Salticidae.
Loài này thuộc chi Breda. Breda tristis được Cândido Firmino de Mello-Leitão miêu tả năm 1944.